# Сельфруэн
Сельфруэ́н (фр. Cellefrouin) — коммуна во Франции, находится в регионе Пуату — Шаранта. Департамент — Шаранта. Входит в состав кантона Манль. Округ коммуны — Конфолан.
Код INSEE коммуны — 16068.
Коммуна расположена приблизительно в 370 км к юго-западу от Парижа, в 80 км южнее Пуатье, в 33 км к северо-востоку от Ангулема.

## Население
Население коммуны на 2008 год составляло 532 человека.
| 1962 | 1968 | 1975 | 1982 | 1990 | 1999 | 2008 |
| ---- | ---- | ---- | ---- | ---- | ---- | ---- |
| 840  | 730  | 593  | 580  | 563  | 510  | 532  |

## Администрация
| Период | Период | Фамилия    | Партия | Примечания                      |
| ------ | ------ | ---------- | ------ | ------------------------------- |
| 2001   | 2005   | Андре Моро |        |                                 |
| 2005   | 2014   | Жан Дамроз |        | пенсионер, менеджер по продажам |

## Экономика
В 2007 году среди 309 человек в трудоспособном возрасте (15—64 лет) 215 были экономически активными, 94 — неактивными (показатель активности — 69,6 %, в 1999 году было 64,0 %). Из 215 активных работали 193 человека (107 мужчин и 86 женщин), безработных было 22 (10 мужчин и 12 женщин). Среди 94 неактивных 14 человек были учениками или студентами, 48 — пенсионерами, 32 были неактивными по другим причинам.

## Достопримечательности
- Приходская церковь Св. Николая (XI век). Исторический памятник с 1907 года[3]
- «Фонарь умерших» (XII век), архитектурное сооружение в виде небольшой каменной башни с отверстиями в верхней части, где ночью зажигали огонь, чтобы указать положение кладбища. Исторический памятник с 1886 года[4]

## Фотогалерея

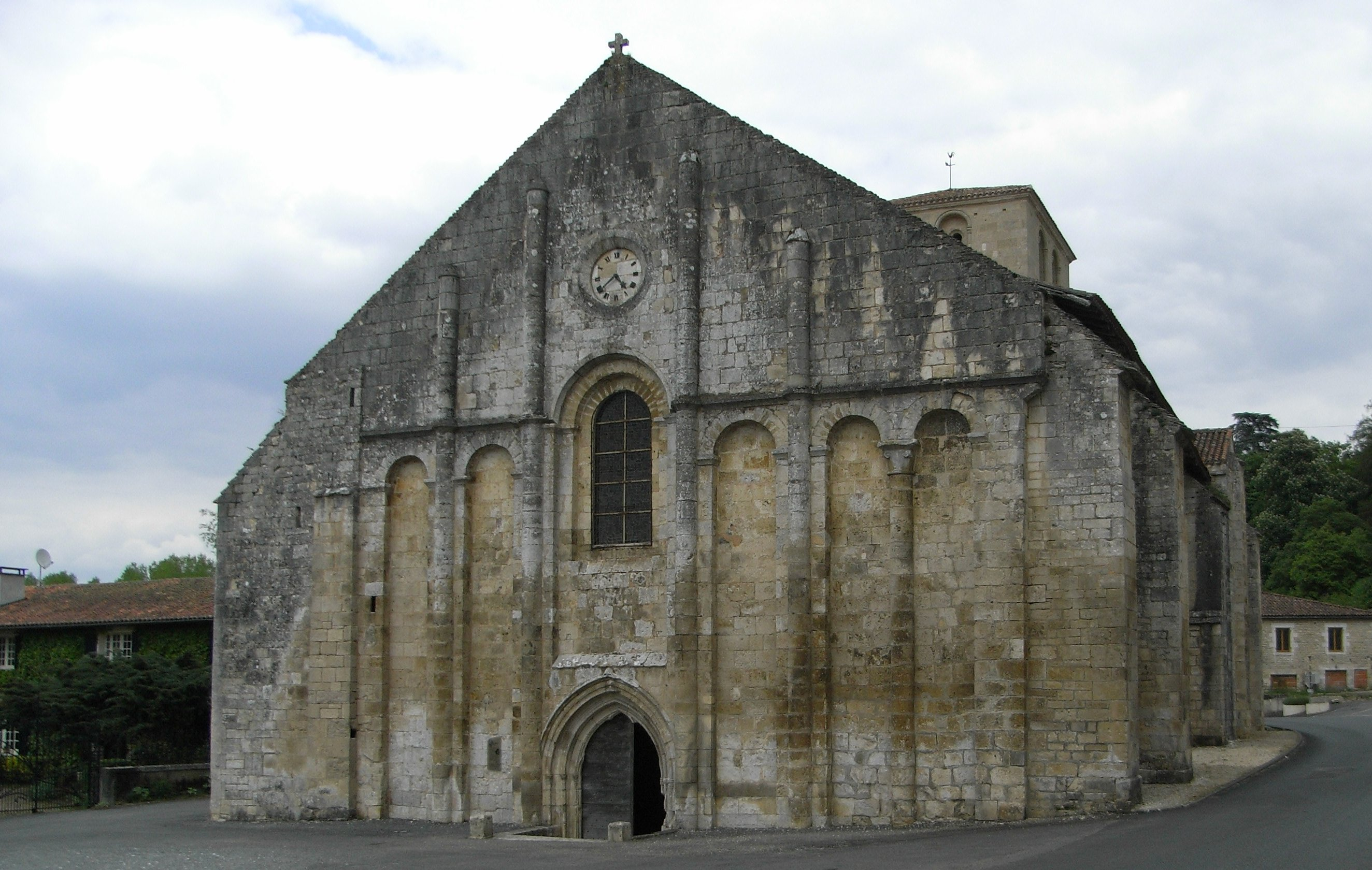
Церковь Св. Николая
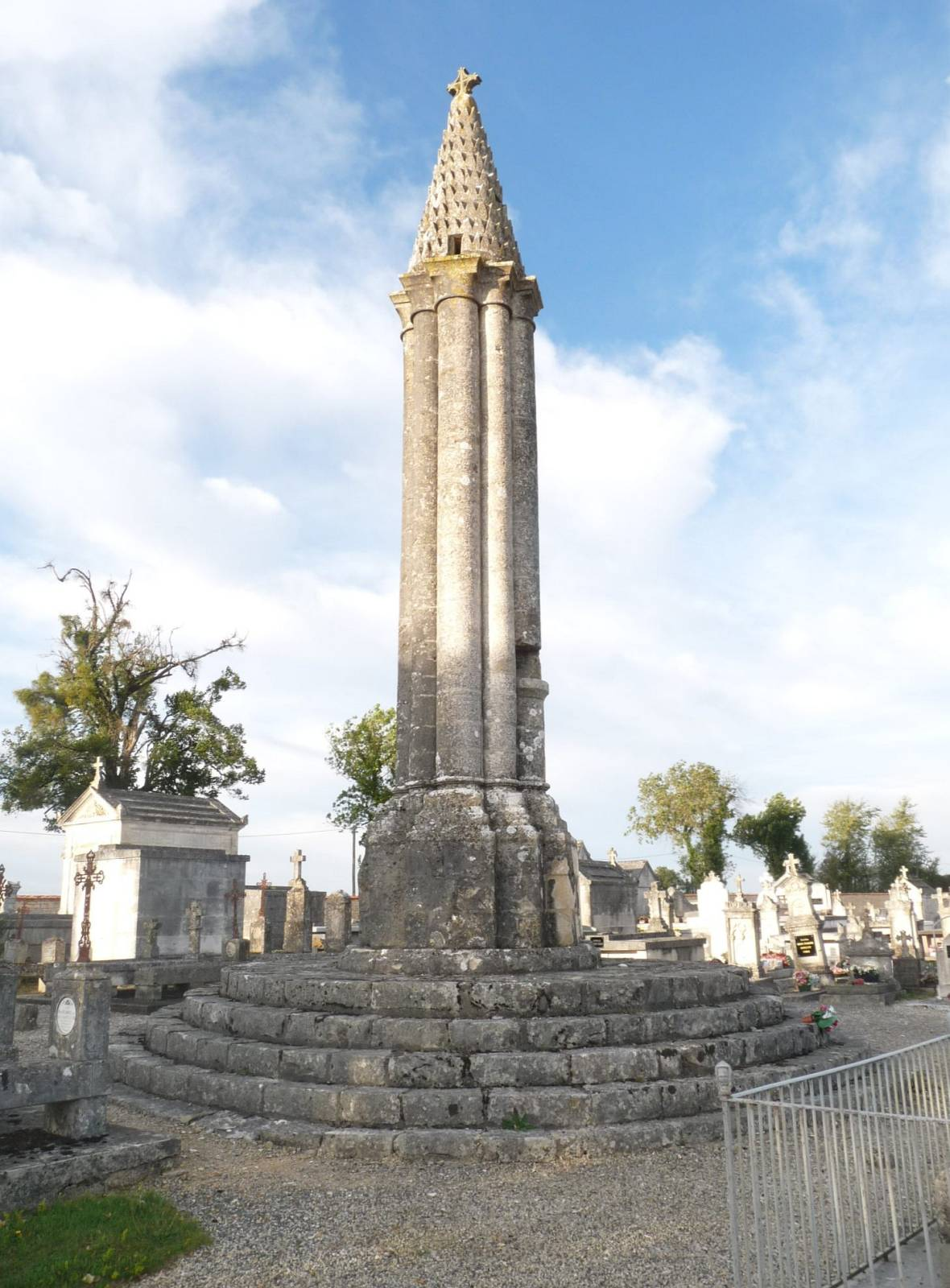
«Фонарь умерших»
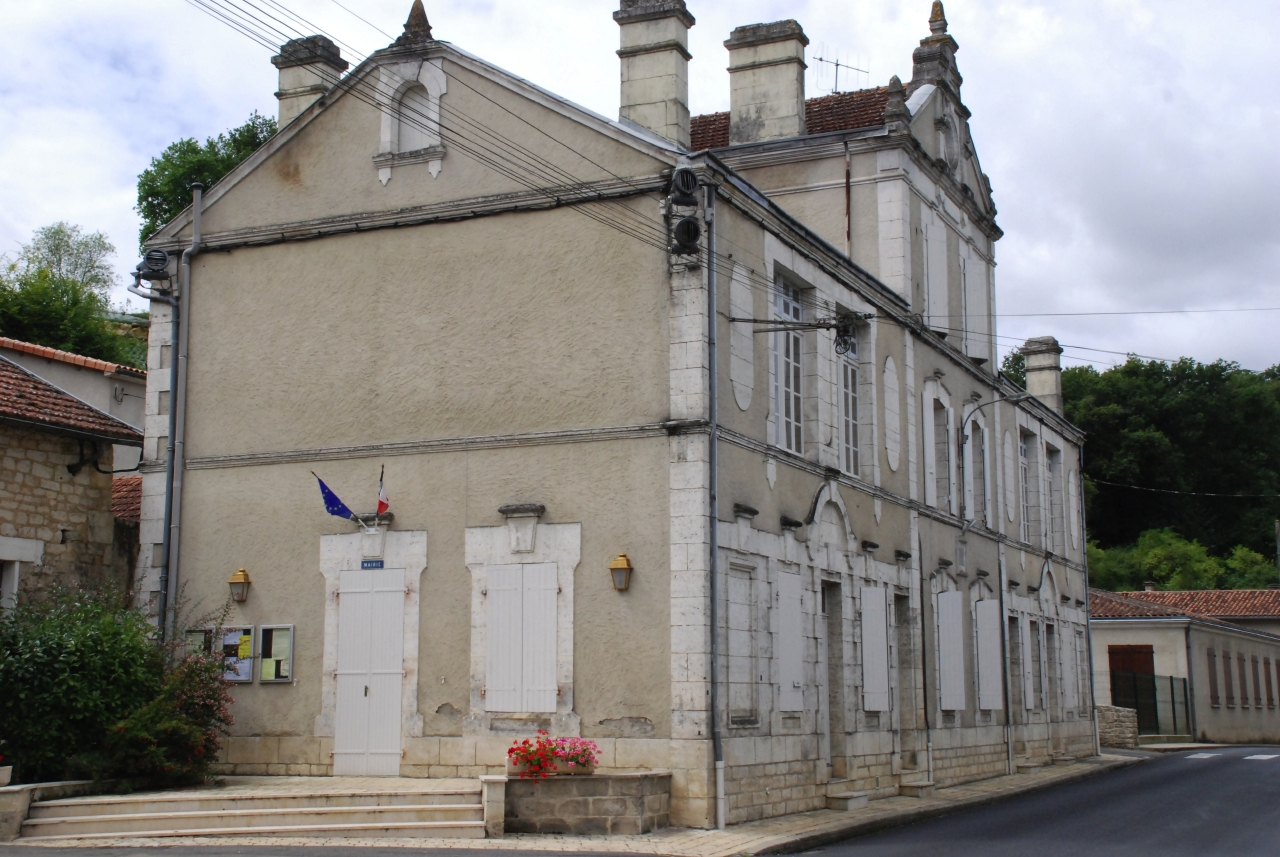
Мэрия